# Alliston (Ontário)
Alliston é um assentamento no condado de Simcoe, na província canadense de Ontário. Faz parte da cidade de New Tecumseth desde a fusão de Alliston em 1991 e das aldeias vizinhas de Beeton, Tottenham e Township of Tecumseth. A área central da cidade está localizada ao longo da Highway 89, conhecida como Victoria Street.